# Sonet 8 (William Szekspir)

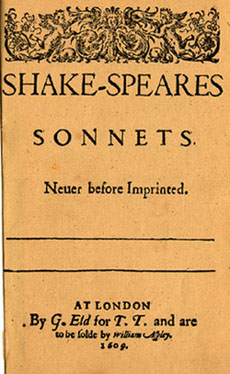
Strona tytułowa pierwszego wydania sonetów Shakespeare’a

Sonet 8 (Muzyką słuchać cię, czemu z żałością) – jeden z cyklu sonetów autorstwa Williama Shakespeare’a.

## Treść
Sonet ten, podobnie jak wcześniejsze, odnosi się do tajemniczego młodzieńca, którego nawołuje do posiadania potomstwa. Jego tematem przewodnim jest muzyka, która powoduje, że bohater staje się smutny, gdyż prowadzi niewiele warte życie samotnika.
Ostatni wers I „W samotności nikim będziesz” śpiewa daje młodzieńcowi do zrozumienia, jak niewiele będzie wart, nie posiadając potomstwa.